# 貧女施燈
貧女施燈，另稱「貧女一燈」，佛經中所記載的公案、著名的典故，亦為佛教用詞收錄於佛學大辭典中，公案出自《賢愚經》第3卷．貧女難陀品第二十（佛光大藏經本，此品為第十一卷．貧女難陀緣品第五十三）、《阿闍世王授決經》及《經律異相》皆有記載。
典故中貧窮的孤女難陀，以一盞油燈供養釋迦牟尼佛，因爲她純淨無染的發心，蒙受佛陀授記，將於未來成就佛果。此佛門公案也告訴後世，布施所成就的功德大小不在於布施的多寡，而在於布施者的發心。

## 內容概要

### 虔誠發願
當時，釋迦牟尼佛住在舍衛國的祇樹給孤獨園（亦稱祇園精舍），在國中有一位名叫難陀的貧窮孤女，平時以乞討為生。一日，她見到國王及全國的臣民們對釋迦牟尼佛及隨行僧眾的種種供養，一心想供養佛陀的貧女心想：「我因宿世罪業，這一世出身貧賤，雖然得遇釋迦牟尼佛這樣的大福田，卻沒有任何供養能種下福田的種子」，因而感傷追悔愧疚，便四處乞討，希望能求得微薄的資糧來供養佛陀。難陀整日乞討，終於乞得一元錢，於是貧女拿著這一元錢到商家想買油燈。但賣油人表示，只有一錢不夠買一盞燈的油，他問貧女要買油的目的。當商家知道她的發心後心生憐愍，便給了貧女兩倍的油，剛好夠做一盞燈。貧女非常高興，便來到精舍，將這盞燈供在佛前眾燈之中，並發下誓願：「我是個貧窮的人，只能以這盞小燈來供養佛，願以此功德，令我來世得智慧光明，滅除一切眾生的塵垢及黑暗」貧女發完誓願後，便禮佛離去。

### 得佛授記
隔日天亮時，所有的供燈已全部熄滅，只有貧女供養的油燈依然明亮。尊者目犍連當值，見天亮準備收拾燈具，看到唯獨貧女供的那盞油燈光明不減，燈油、燈芯完好無缺，就如同剛剛供上去的一樣。尊者心想：「白天不需要燃燈，想先將它熄滅，等晚上再重新供上。」但是無論他用手或用衣服想把這盞燈搧滅，都無法將燈搧滅。釋迦牟尼佛看到這個情況，便對目犍連尊者說：「這盞燈，不是你們聲聞弟子的神通所能滅掉的，縱使你們用四大海水來灌注，用猛烈的強風吹襲它，也無法將其熄滅。因為這是發了大乘菩提心的人所布施供養的燈！」佛陀說法後，貧女難陀來到佛陀的面前禮拜依止。這時，釋迦牟尼佛授記難陀，將於未來世中成佛，佛號燈光佛。難陀女非常高興，便於佛前乞求出家，蒙佛同意，於僧團中出家成為比丘尼。

### 因果顯報
阿難尊者及目犍連尊者見到貧女獲佛授記，便向釋迦牟尼佛請示，貧女難陀是什麼因緣而今生貧窮，又是什麼原因可得遇陀佛出家？釋迦牟尼佛便宣說貧女過去生因緣：在迦葉佛住世時，有一位女居士，恭請如來及弟子們前往接受她的供養。但在那之前，迦葉佛先接受了一位貧窮女孩的供養，未先應她的供養，這位女居士很不高興，自以為自己富貴，輕視貧窮者，便嫌棄如來先答應這位貧女的供養，甚至以惡言譏諷、輕忽賢聖；因此，招致五百世的貧窮果報。同時，也由於之後恭敬供養如來及眾僧的緣故，今日得蒙佛陀授記，在佛前出家為僧尼。此時，與會大眾聽聞了釋迦牟尼佛說法後，心懷歡喜。國王及全國臣民聽聞了貧女施燈得佛授記一事，全國上下不論男女老少、尊卑貴賤，皆爭相作燈供佛，所有的燈供排滿了整個祇園精舍以及精舍四周的樹林間，猶如排列在天際的星辰一般，歷時七天七夜。

## 外部連結
- 【貧女供燈】